# Miss Continente Americano 2008
Miss Continente Americano 2008 foi a 3ª edição do tradicional concurso de beleza de Miss Continente Americano. O evento se realizou no Centro de Convenções Simon Bolivar, em Guaiaquil, cidade litorânea do Equador com a presença de vinte (20) aspirantes ao título e apresentação dos jornalistas Roberto Rodríguez e Cynthia Plaza. A dominicana e então detentora do título Marianne Cruz passou a coroa no fim do evento para a mexicana Maria Gudalupe "Lupita" González.

## Resultados

### Colocação
| Colocação      | País                                                                                 |
| Vencedora      | - México - Lupita González                                                           |
| 2º. Lugar      | - Porto Rico - Kristina Ruisánchez                                                   |
| 3º. Lugar      | - Equador - Doménica Saporitti                                                       |
| Semifinalistas | - Brasil - Cyntia Cordeiro - Peru - Stephanie Castillo - Venezuela - Andrea Matthies |

### Premiações Especiais
O concurso distribuiu os seguintes prêmios este ano: 
| Premiação           | País                        |
| Miss Simpatia       | - Canadá - Samantha Tajik   |
| Miss Fotogenia      | - México - Lupita González  |
| Melhor Rosto        | - México - Lupita González  |
| Melhor Traje Típico | - Peru - Stephanie Castillo |

## Candidatas
Disputaram o título este ano: 
| - Argentina - Agustina Quinteros - Bolívia - Nicole Terrazas - Brasil - Cyntia Cordeiro - Canadá - Samantha Tajik - Chile - Marie Ann Salas - Colômbia - Catalina Giraldo - Costa Rica - Wendy Cordero - Equador - Doménica Saporitti - El Salvador - Rebeca Moreno - Guatemala - Jennifer Chiong | - Honduras - Belgica Suárez - México - Lupita González - Nicarágua - Thelma Rodríguez - Panamá - Karina Pinilla - Paraguai - Giselle Riveros - Peru - Stephanie Castillo - Porto Rico - Kristina Ruisánchez - República Dominicana - Isabel Sabogal - Uruguai - Paula Andrea - Venezuela - Andrea Matthies |